# La Chaîne infernale du Ta-Kang
Pour plus de détails, voir Fiche technique et Distribution.
La Chaîne infernale du Ta-Kang (死對頭 soit Si dui tou) est un film dramatique hongkongais réalisé par Lung Chien et sorti en 1973.

## Synopsis
Le trafiquant de drogue Kuo Fu échappe au travail forcé. Le problème pour lui est qu'un autre prisonnier insiste pour le suivre même après son évasion. Kuo pense que son ami indésirable est un policier sous un nom d'emprunt.

## Fiche technique
- Titre français : La Chaîne infernale du Ta-Kang
- Titre anglais : Kung Fu Powerhouse, aussi Karate One By One[2].
- Titre original : Si dui tou
- Réalisation : Lung Chien
- Scénario : Hsiang-Kan Chu
- Pays d'origine : Hong Kong
- Langue originale : mandarin
- Format : couleur
- Genre :
- Durée : 90 minutes
- Dates de sortie :
  - Hong Kong : 1973

## Distribution
- Kang Chin
- Yasuaki Kurata
- Blackie Shou-Liang Ko
- Ka Ting Lee
- Leung Siu-lung